# 蔣中一
蔣中一（1984年7月10日—），中國歌手，原“青春美少女”组合成员之一，1998年8月退出“青春美少女”組合演藝圈，2001年退出演藝圈，2007年9月复出。

## 獎項
- 1996年，中央电视台“亚洲青年 歌手大奖赛”（第二名）

## 專輯
- 1998年，《“青春美少女”》合輯（青春美少女）（囯語專輯）
- 1998年，《Happy Baby》（青春美少女）（囯語專輯）
- 2007年，《始中如一》（囯語專輯）
- 2008年，《游魚》（囯語專輯）

## MV
- 1997年，中央电视台《让我们荡起双桨》

## 電視劇
- 1997年，《家有仙妻2》
- 1997年，《风雪夜归人》
- 2001年，《曹雪芹》 饰演 文篁

## 專輯
- 1998年，《“青春美少女”合辑》，个人曲目《怕星星逃脱》

## 活動
- 1997年，“电影华表奖晚会”，与毛宁合唱《听妈妈讲那过去的故事》
- 1997年，中央电视台“中秋晚会”，演唱《弯弯的月亮》
- 1997年，中央电视台“迎香港回归”主题晚会
- 1997年，中央电视台“春节联欢晚会”，与刘欢合唱歌曲《手挽手心连心》
- 1998年，参加中央电视台“春节联欢晚会”
- 1999年，以嘉宾身份出席“费翔个人演唱会”
- 1999年，“大连服装节”
- 2000年，大连“久久阖家欢”

## 外部連結
蔣中一Blog （页面存档备份，存于）